# Zemljopisni koordinatni sustav
Zemljopisni koordinatni sustav, koordinatni sustav koji omogućuje da se svaka lokacija na Zemlji specifično odredi skupom brojeva ili slova. Koordinate se često odabiru tako da jedan od brojeva predstavlja vertikalnu poziciju, a dva ili tri broja predstavljaju vodoravnu poziciju. Obično su odabrane sljedeće koordinate: zemljopisna širina, zemljopisna dužina i elevacija.

## Geostacionarne koordinate
Geostacionarni sateliti (npr. televizijski sateliti) nalaze se iznad ekvatora u specifičnoj točki na Zemlji tako da se njihova pozicija u odnosu na Zemlju izražava samo u stupnjevima zemljopisne dužine. Njihova je zemljopisna širina stalno nula, tj. iznad su ekvatora (polutara).

## Više informacija
- kartografska projekcija
- geodetski nadnevak
- ekvator (polutar)
- geodetski sustav
- zemljopisna dužina
- zemljopisna širina
- obratnica